# Chamole
Chamole è un comune francese di 165 abitanti situato nel dipartimento del Giura nella regione della Borgogna-Franca Contea.

## Storia

### Simboli
Lo stemma comunale è stato adottato il 28 febbraio 2008.

## Società

### Evoluzione demografica
Abitanti censiti